# Berijev MBR-7
Berijev MBR-7 byl sovětský létající člun užívaný ve druhé světové válce. Jednalo se o pokračování vývoje typu MBR-2. Prototyp stroje vzlétl poprvé v dubnu 1939, avšak ukázalo se, že trpí řadami potíží, které se projevily zejména při startu a přistávání. Byl vyroben jeden kus a k sériové výrobě nedošlo.

## Technické údaje
- Osádka: 2-3
- Pohon: 1 x pístový motor Klimov M-103 o výkonu 706 kW
- Délka: 10,60 m
- Rozpětí křídla: 13,00 m
- Plocha křídla: 26,00 m²
- Vlastní hmotnost: 2418 kg
- Vzletová hmotnost: 3600 kg
- Cestovní rychlost: 312 km/h
- Maximální rychlost: 372 km/h
- Maximální dolet: 1215 km
- Dostup: 8850 m
- Výzbroj: 2 kulomety ŠKAS ráže 7,62 mm, do 400 kg bomb